# Braunschweiger Turn- und Sportverein Eintracht von 1895 2010-2011
Questa voce raccoglie le informazioni riguardanti il Braunschweiger Turn- und Sportverein Eintracht von 1895 nelle competizioni ufficiali della stagione 2010-2011.

## Stagione
Nella stagione 2010-2011 l'Eintracht Braunschweig, allenato da Torsten Lieberknecht, concluse il campionato di 3. Liga al 1º posto e fu promosso in 2. Bundesliga. In Coppa di Germania l'Eintracht Braunschweig fu eliminato al primo turno dal Greuther Fürth.

## Rosa
| N. |                                 | Ruolo | Calciatore        |
| -- | ------------------------------- | ----- | ----------------- |
| 4  | Germania (bandiera)             | D     | Matthias Henn     |
| 5  | Germania (bandiera)             | D     | Benjamin Kessel   |
| 6  | Bosnia ed Erzegovina (bandiera) | C     | Damir Vrančić     |
| 7  | Austria (bandiera)              | C     | Benjamin Fuchs    |
| 8  | Germania (bandiera)             | D     | Deniz Doğan       |
| 9  | Germania (bandiera)             | A     | Mathias Fetsch    |
| 10 | Germania (bandiera)             | C     | Mirko Boland      |
| 11 | Germania (bandiera)             | C     | Steffen Bohl      |
| 12 | RD del Congo (bandiera)         | A     | Dominick Kumbela  |
| 14 | Germania (bandiera)             | D     | Jan Washausen     |
| 15 | Germania (bandiera)             | C     | Norman Theuerkauf |
| 16 | Turchia (bandiera)              | D     | Emre Turan        |
| 17 | Germania (bandiera)             | C     | Markus Unger      |

| N. |                     | Ruolo | Calciatore       |
| -- | ------------------- | ----- | ---------------- |
| 18 | Italia (bandiera)   | A     | Marco Calamita   |
| 19 | Germania (bandiera) | D     | Ken Reichel      |
| 20 | Germania (bandiera) | A     | Dennis Lemke     |
| 21 | Germania (bandiera) | C     | Patrick Amrhein  |
| 22 | Germania (bandiera) | P     | Marjan Petković  |
| 23 | Germania (bandiera) | D     | Julius Reinhardt |
| 24 | Germania (bandiera) | C     | Pascal Gos       |
| 26 | Iran (bandiera)     | P     | Daniel Davari    |
| 27 | Germania (bandiera) | C     | Oliver Kragl     |
| 31 | Germania (bandiera) | C     | Marc Pfitzner    |
| 32 | Germania (bandiera) | A     | Dennis Kruppke   |
| 38 | Germania (bandiera) | C     | Karim Bellarabi  |

## Organigramma societario
Area tecnica
- Allenatore: Torsten Lieberknecht
- Allenatore in seconda: Jürgen Rische, Darius Scholtysik
- Preparatore dei portieri: Alexander Kunze
- Preparatori atletici:

## Calciomercato

### Sessione estiva
| Acquisti | Acquisti         | Acquisti          | Acquisti |
| R.       | Nome             | da                | Modalità |
| -------- | ---------------- | ----------------- | -------- |
| C        | Patrick Amrhein  | Carl Zeiss Jena   |          |
| A        | Mathias Fetsch   | Monaco 1860 II    |          |
| D        | Benjamin Kessel  | Magonza II        |          |
| A        | Dennis Lemke     | Hertha Berlino II |          |
| D        | Julius Reinhardt | Chemnitz          |          |
| C        | Markus Unger     | Hessen Kassel     |          |

| Cessioni | Cessioni            | Cessioni          | Cessioni |
| R.       | Nome                | a                 | Modalità |
| -------- | ------------------- | ----------------- | -------- |
| A        | Fait-Florian Banser | Kaiserslautern II |          |
| D        | Dennis Brinkmann    | Coblenza          |          |
| C        | Tim Danneberg       | Sandhausen        |          |
| A        | Kingsley Onuegbu    | Greuther Fürth    |          |
| D        | Jan Schanda         | VfB Fallersleben  |          |

### Sessione invernale
| Acquisti | Acquisti     | Acquisti        | Acquisti |
| R.       | Nome         | da              | Modalità |
| -------- | ------------ | --------------- | -------- |
| C        | Steffen Bohl | Wehen Wiesbaden |          |

| Cessioni | Cessioni         | Cessioni        | Cessioni |
| R.       | Nome             | a               | Modalità |
| -------- | ---------------- | --------------- | -------- |
| A        | Mehmet-Ali Tozlu | Havelse         |          |
| A        | Marc Vucinovic   | TuSPo Schliekum |          |

## Risultati

### 3. Liga

#### Girone di andata
| Arbitro: | Valentin |

|                        |           |           |
| Kumbela 9’ Kruppke 55’ | Marcatori | 13’ Kegel |

| Arbitro: | Sippel |

|  |           |                            |
|  | Marcatori | 63’ Doğan 76’, 84’ Vrančić |

| Arbitro: | Wingenbach |

|                                  |           |  |
| Kumbela 45’ (rig.) Reinhardt 86’ | Marcatori |  |

| Arbitro: | Dingert |

|          |           |  |
| Deul 15’ | Marcatori |  |

| Arbitro: | Seidel |

|               |           |                 |
| Bellarabi 32’ | Marcatori | 40’, 69’ Janjić |

| Arbitro: | Thomsen |

|  |           |                                    |
|  | Marcatori | 28’ Kruppke 49’ Vrančić 69’ Fetsch |

| Arbitro: | Zwayer |

|                         |           |  |
| Unger 10’ Reinhardt 33’ | Marcatori |  |

| Aalen 18 settembre 2010, ore 14:00 CEST 8ª giornata | Aalen     | 0 – 0 referto | Eintracht Braunschweig | Scholz-Arena (3 175 spett.)\| Arbitro: \| Beitinger \| |
| Arbitro:                                            | Beitinger |               |                        |                                                        |

| Arbitro: | Thielert |

|                                         |           |  |
| Kumbela 2’, 39’ Kruppke 8’ Pfitzner 70’ | Marcatori |  |

| Arbitro: | Winkmann |

|                                |           |             |
| Wiemann 51’ (rig.) Schyrba 90’ | Marcatori | 47’ Kumbela |

| Arbitro: | Blos |

|                                                 |           |         |
| Amrhein 55’ Kumbela 60’, 68’ (rig.) Kruppke 82’ | Marcatori | 2’ Rahn |

| Arbitro: | Benedum |

|  |           |                                                                 |
|  | Marcatori | 3’ Kruppke 29’ Boland 33’ (rig.) Kumbela 41’ Bellarabi 52’ Henn |

| Arbitro: | Schößling |

|                                   |           |  |
| Bellarabi 9’ Boland 48’ Fuchs 57’ | Marcatori |  |

| Arbitro: | Petersen |

|  |           |                            |
|  | Marcatori | 5’, 68’ Kruppke 7’ Kumbela |

| Arbitro: | Sönder |

|                                      |           |  |
| Kumbela 20’ Kruppke 64’ Calamita 72’ | Marcatori |  |

| Arbitro: | Hartmann |

|                      |           |                              |
| Costa 9’ (rig.), 21’ | Marcatori | 55’ Bellarabi 75’ Theuerkauf |

| Stoccarda 20 novembre 2010, ore 14:00 CET 17ª giornata | Stoccarda II | 0 – 0 referto | Eintracht Braunschweig | Gazi-Stadion auf der Waldau (900 spett.)\| Arbitro: \| Achmüller \| |
| Arbitro:                                               | Achmüller    |               |                        |                                                                     |

| Arbitro: | Dietz |

|                                                              |           |  |
| Kumbela 26’, 59’ Calamita 41’ Kruppke 50’, 82’ Bellarabi 56’ | Marcatori |  |

| Arbitro: | Nowak |

|          |           |                                                         |
| Weil 23’ | Marcatori | 34’ Doğan 76’ (rig.) Kruppke 87’ Bellarabi 90’ Pfitzner |

#### Girone di ritorno
| Arbitro: | Gräfe |

|                    |           |            |
| Schahin 74’ (rig.) | Marcatori | 84’ Fetsch |

| Arbitro: | Ittrich |

|            |           |  |
| Boland 87’ | Marcatori |  |

| Arbitro: | Steinberg |

|  |           |                        |
|  | Marcatori | 62’ Fetsch 85’ Vrančić |

| Arbitro: | Gagelmann |

|                       |           |  |
| Kruppke 7’ Fetsch 85’ | Marcatori |  |

| Arbitro: | Schmidt |

|  |           |                      |
|  | Marcatori | 59’ Kumbela 89’ Bohl |

| Arbitro: | Kunzmann |

|                       |           |  |
| Reichel 57’ Doğan 77’ | Marcatori |  |

| Arbitro: | Cortus |

|  |           |                                  |
|  | Marcatori | 42’ Kruppke 71’ Doğan 74’ Fetsch |

| Arbitro: | Nowak |

|                                     |           |  |
| Kempe 14’ (aut.) Kumbela 25’ (rig.) | Marcatori |  |

| Arbitro: | Steuer |

|                                 |           |             |
| Reichwein 40’, 45’ Weidlich 87’ | Marcatori | 21’ Kruppke |

| Arbitro: | Kinhöfer |

|                            |           |                          |
| Kruppke 35’ Theuerkauf 37’ | Marcatori | 84’ von Walsleben-Schied |

| Arbitro: | Valentin |

|  |           |                         |
|  | Marcatori | 64’ Kumbela 66’ Kruppke |

| Arbitro: | Schößling |

|                    |           |                     |
| Kumbela 51’ (rig.) | Marcatori | 43’, 90’ Stevanović |

| Arbitro: | Metzen |

|  |           |              |
|  | Marcatori | 6’ Bellarabi |

| Arbitro: | Cortus |

|                |           |             |
| Theuerkauf 41’ | Marcatori | 68’ Hebisch |

| Burghausen 19 aprile 2011, ore 19:00 CEST 34ª giornata | Wacker Burghausen | 0 – 0 referto | Eintracht Braunschweig | Wacker-Arena (2 840 spett.)\| Arbitro: \| Petersen \| |
| Arbitro:                                               | Petersen          |               |                        |                                                       |

| Arbitro: | Siebert |

|                           |           |              |
| Kumbela 19’ Bellarabi 47’ | Marcatori | 70’ Feldhahn |

| Arbitro: | Thomsen |

|                         |           |                |
| Kessel 63’ Calamita 90’ | Marcatori | 54’ Holzhauser |

| Arbitro: | Dittrich |

|                        |           |                         |
| Smeekes 21’ Hähnge 39’ | Marcatori | 17’ Kumbela 27’ Vrančić |

| Arbitro: | Dietz |

|                                             |           |  |
| Kumbela 11’ Vrančić 28’ Theuerkauf 44’, 54’ | Marcatori |  |

### Coppa di Germania
| Arbitro: | Fischer |

|             |           |                      |
| Fetsch 106’ | Marcatori | 91’ Nehrig 119’ Haas |

## Statistiche

### Statistiche di squadra
| Competizione      | Punti | In casa | In casa | In casa | In casa | In casa | In casa | In trasferta | In trasferta | In trasferta | In trasferta | In trasferta | In trasferta | Totale | Totale | Totale | Totale | Totale | Totale | DR  |
| Competizione      | Punti | G       | V       | N       | P       | Gf      | Gs      | G            | V            | N            | P            | Gf           | Gs           | G      | V      | N      | P      | Gf     | Gs     | DR  |
| ----------------- | ----- | ------- | ------- | ------- | ------- | ------- | ------- | ------------ | ------------ | ------------ | ------------ | ------------ | ------------ | ------ | ------ | ------ | ------ | ------ | ------ | --- |
| 3. Liga           | 85    | 19      | 16      | 1       | 2       | 46      | 10      | 19           | 10           | 6            | 3            | 35           | 12           | 38     | 26     | 7      | 5      | 81     | 22     | +59 |
| Coppa di Germania | -     | 1       | 0       | 0       | 1       | 1       | 2       | 0            | 0            | 0            | 0            | 0            | 0            | 1      | 0      | 0      | 1      | 1      | 2      | -1  |
| Totale            | 85    | 20      | 16      | 1       | 3       | 47      | 12      | 19           | 10           | 6            | 3            | 35           | 12           | 39     | 26     | 7      | 6      | 82     | 24     | +58 |

### Andamento in campionato
| Giornata  | 1 | 2 | 3 | 4 | 5 | 6 | 7 | 8 | 9 | 10 | 11 | 12 | 13 | 14 | 15 | 16 | 17 | 18 | 19 | 20 | 21 | 22 | 23 | 24 | 25 | 26 | 27 | 28 | 29 | 30 | 31 | 32 | 33 | 34 | 35 | 36 | 37 | 38 |
| --------- | - | - | - | - | - | - | - | - | - | -- | -- | -- | -- | -- | -- | -- | -- | -- | -- | -- | -- | -- | -- | -- | -- | -- | -- | -- | -- | -- | -- | -- | -- | -- | -- | -- | -- | -- |
| Luogo     | C | T | C | T | C | T | C | T | C | T  | C  | T  | C  | T  | C  | T  | T  | C  | T  | T  | C  | T  | C  | T  | C  | T  | C  | T  | C  | T  | C  | T  | C  | T  | C  | C  | T  | C  |
| Risultato | V | V | V | P | P | V | V | N | V | P  | V  | V  | V  | V  | V  | N  | N  | V  | V  | N  | V  | V  | V  | V  | V  | V  | V  | P  | V  | V  | P  | V  | N  | N  | V  | V  | N  | V  |
| Posizione | 5 | 1 | 2 | 3 | 5 | 4 | 4 | 5 | 2 | 5  | 4  | 4  | 4  | 3  | 3  | 2  | 2  | 2  | 2  | 2  | 2  | 1  | 1  | 1  | 1  | 1  | 1  | 1  | 1  | 1  | 1  | 1  | 1  | 1  | 1  | 1  | 1  | 1  |

Legenda:

Luogo: C = Casa; T = Trasferta. Risultato: V = Vittoria; N = Pareggio; P = Sconfitta.

### Statistiche dei giocatori
!! colspan="4" | Totale

| Giocatore     | 3. Liga  | 3. Liga | 3. Liga     | 3. Liga    | Coppa di Germania P. Amrhein | Coppa di Germania P. Amrhein | Coppa di Germania P. Amrhein | Coppa di Germania P. Amrhein | 11       | 1    | 0           | 0          | 0 | 0 | 0 | 0 | 11 | 1 | 0 | 0 |
| Giocatore     | Presenze | Reti    | Ammonizioni | Espulsioni | Presenze                     | Reti                         | Ammonizioni                  | Espulsioni                   | Presenze | Reti | Ammonizioni | Espulsioni |   |   |   |   |    |   |   |   |
| K. Bellarabi  | 35       | 8       | 4           | 0          | 1                            | 0                            | 1                            | 0                            | 36       | 8    | 5           | 0          |   |   |   |   |    |   |   |   |
| S. Bohl       | 8        | 1       | 0           | 0          | 0                            | 0                            | 0                            | 0                            | 8        | 1    | 0           | 0          |   |   |   |   |    |   |   |   |
| M. Boland     | 37       | 3       | 3           | 0          | 1                            | 0                            | 1                            | 0                            | 38       | 3    | 4           | 0          |   |   |   |   |    |   |   |   |
| M. Calamita   | 19       | 3       | 2           | 1          | 1                            | 0                            | 0                            | 0                            | 20       | 3    | 2           | 1          |   |   |   |   |    |   |   |   |
| D. Davari     | 4        | 0       | 0           | 0          | 0                            | 0                            | 0                            | 0                            | 4        | 0    | 0           | 0          |   |   |   |   |    |   |   |   |
| D. Doğan      | 34       | 4       | 6           | 0          | 1                            | 0                            | 0                            | 0                            | 35       | 4    | 6           | 0          |   |   |   |   |    |   |   |   |
| M. Fetsch     | 30       | 5       | 0           | 0          | 1                            | 1                            | 0                            | 0                            | 31       | 6    | 0           | 0          |   |   |   |   |    |   |   |   |
| B. Fuchs      | 26       | 1       | 3           | 0          | 1                            | 0                            | 0                            | 0                            | 27       | 1    | 3           | 0          |   |   |   |   |    |   |   |   |
| P. Gos        | 0        | 0       | 0           | 0          | 0                            | 0                            | 0                            | 0                            | 0        | 0    | 0           | 0          |   |   |   |   |    |   |   |   |
| M. Henn       | 37       | 1       | 2           | 0          | 1                            | 0                            | 1                            | 0                            | 38       | 1    | 3           | 0          |   |   |   |   |    |   |   |   |
| B. Kessel     | 24       | 1       | 2           | 0          | 0                            | 0                            | 0                            | 0                            | 24       | 1    | 2           | 0          |   |   |   |   |    |   |   |   |
| O. Kragl      | 1        | 0       | 0           | 0          | 0                            | 0                            | 0                            | 0                            | 1        | 0    | 0           | 0          |   |   |   |   |    |   |   |   |
| D. Kruppke    | 34       | 16      | 2           | 0          | 1                            | 0                            | 1                            | 0                            | 35       | 16   | 3           | 0          |   |   |   |   |    |   |   |   |
| D. Kumbela    | 38       | 19      | 3           | 0          | 1                            | 0                            | 0                            | 0                            | 39       | 19   | 3           | 0          |   |   |   |   |    |   |   |   |
| D. Lemke      | 1        | 0       | 0           | 0          | 0                            | 0                            | 0                            | 0                            | 1        | 0    | 0           | 0          |   |   |   |   |    |   |   |   |
| M. Petković   | 35       | 0       | 0           | 0          | 1                            | 0                            | 0                            | 0                            | 36       | 0    | 0           | 0          |   |   |   |   |    |   |   |   |
| M. Pfitzner   | 23       | 2       | 4           | 0          | 1                            | 0                            | 0                            | 0                            | 24       | 2    | 4           | 0          |   |   |   |   |    |   |   |   |
| K. Reichel    | 35       | 1       | 4           | 0          | 1                            | 0                            | 0                            | 0                            | 36       | 1    | 4           | 0          |   |   |   |   |    |   |   |   |
| J. Reinhardt  | 16       | 2       | 0           | 0          | 1                            | 0                            | 0                            | 0                            | 17       | 2    | 0           | 0          |   |   |   |   |    |   |   |   |
| N. Theuerkauf | 31       | 5       | 4           | 0          | 0                            | 0                            | 0                            | 0                            | 31       | 5    | 4           | 0          |   |   |   |   |    |   |   |   |
| E. Turan      | 2        | 0       | 0           | 0          | 0                            | 0                            | 0                            | 0                            | 2        | 0    | 0           | 0          |   |   |   |   |    |   |   |   |
| M. Unger      | 12       | 1       | 1           | 0          | 0                            | 0                            | 0                            | 0                            | 12       | 1    | 1           | 0          |   |   |   |   |    |   |   |   |
| D. Vrančić    | 30       | 6       | 2           | 0          | 1                            | 0                            | 0                            | 0                            | 31       | 6    | 2           | 0          |   |   |   |   |    |   |   |   |
| J. Washausen  | 5        | 0       | 0           | 0          | 0                            | 0                            | 0                            | 0                            | 5        | 0    | 0           | 0          |   |   |   |   |    |   |   |   |